# كارل تي فيشر
كارل تي فيشر (بالإنجليزية: Carl T. Fischer)‏ هو عازف جاز وعازف بيانو أمريكي، ولد في 9 أبريل 1912، وتوفي في 27 مارس 1954.

## وصلات خارجية
- كارل تي فيشر على موقع ميوزك برينز (الإنجليزية)
- كارل تي فيشر على موقع ميوزك برينز (الإنجليزية)
- كارل تي فيشر على موقع أول ميوزيك (الإنجليزية)
- كارل تي فيشر على موقع ديسكوغز (الإنجليزية)
- كارل تي فيشر على موقع ديسكوغز (الإنجليزية)